# Joost de Blank
Joost de Blank (* 14. November 1908 in Rotterdam; † 1. Januar 1968 in London) war ein Geistlicher der Church of England, später Erzbischof von Kapstadt, und ein Gegner der Apartheid.

## Leben
Joost de Blank entstammte einer niederländischen Familie und hatte fünf Geschwister. Seine Eltern waren Joost de Blank und Louisa de Blank geb. Quispel. Sie nahmen als reformierte Glaubensanhänger calvinistischer Prägung und im Londoner Stadtteil Ealing lebend am Gottesdienst der dort existierenden presbyterianischen Gemeinde teil.
Seinen Bildungsweg absolvierte Joost de Blank in England, zunächst an der Merchant Taylors’ School und dem King’s College in London, danach studierte er Englisch und Rechtswissenschaft am Queens’ College in Cambridge. Die theologische Ausbildung erfolgte in Ridley Hall, einer Bildungseinrichtung der  Church of England und weiterer protestantischer Kirchen in England. Im Verlauf seines zweiten Kurats übertrug man ihm organisatorische Aufgaben in der Diözese Bath und Wells.
Nach seiner theologischen Ausbildung empfing er 1932 die Priesterweihe und war um 1937 zunächst in London als Priester in der Gemeinde Emmanuel (Commissioners’ church) im Stadtteil Forest Gate tätig. Zu dieser Zeit umfasste seine Gemeinde 12.000 Mitglieder. Anschließend diente de Blank seit 1939 im Zweiten Weltkrieg als Militärkaplan (Royal Army Chaplains) in Nordafrika und Italien. Im Jahr 1944 erlitt er durch Kriegsereignisse in Antwerpen schwere Verwundungen. Dabei war er einer von nur vier Überlebenden, als eine V2-Rakete das Gebäude traf, in dem er sich aufhielt. Die Folge waren eine sichtbar gebliebene Verletzung im Gesicht und lebenslange schwere Kopfschmerzen.
Nach dem Krieg arbeitete de Blank als Assistent im Generalsekretariat der internationalen Organisation Student Christian Movement. Anschließend übernahm er als Pfarrer den Gemeindedienst von St John the Baptist im Londoner Stadtteil Greenhill (1948–52).
Im Jahr 1952 wurde Joost de Blank zum Bischof von Stepney ernannt. 1957 verließ Joost de Blank England und übernahm die Funktion des anglikanischen Erzbischofs von Kapstadt. Wegen seines niederländischen Familienhintergrunds glaubte man zuvor im Kreis der Bischöfe, dass er zur Rassentrennung in Südafrika eine moderat-beschwichtigende Haltung einnehmen würde. Bereits bei der Amtseinführung verdeutlichte Joost de Blank jedoch überraschend seine Position, wonach es seiner Überzeugung entspreche, dass die Rassendiskriminierung eine Form der Gotteslästerung sei. Die ablehnende Haltung zur Politik der Apartheid kam nun in ungewöhnlicher Klarheit zum Ausdruck, da er sich weigerte in jenen Kirchen zu predigen, die die Teilnahme von schwarzen Gläubigen am Gemeindeleben bzw. Gottesdienst nicht zulassen wollten, obwohl der Abschnitt 29 im Natives Law Amendment Act (Act No. 54/1952) diesen Ausschluss gesetzlich legalisierte.
Im Jahre 1960 rief Joost de Blank die Dutch Reformed Church und die damalige Regierung Südafrikas auf, vom Gesellschaftskonzept der Apartheid abzugehen. Im selben Jahr protestierte er öffentlich gegen die Deportation des anglikanischen Bischofs von Johannesburg Ambrose Reeves durch die südafrikanischen Behörden, der ebenfalls ein scharfer Kritiker der Verhältnisse war. Das geschah in einem Zeitabschnitt, als sich Südafrika auf der Basis des Referendums vom 5. Oktober 1960 im Folgejahr zur Republik wandelte, unter heftiger Kontroverse aus dem Commonwealth of Nations austrat und sich am 21. März 1960 das Massaker von Sharpeville ereignet hatte. Als „Geißel der Apartheid“ tituliert trat er im violetten Talar mit vehementer Rastlosigkeit sowie in Begleitung von weiteren Geistlichen gegen diese Politik öffentlich auf, bis ihm 1962 eine „Gehirnthrombose“ individuelle Grenzen setzte. Unter den anglikanischen Bischöfen galt er als Außenseiter mit ausgeprägt souveränen Neigungen. Trevor Beeson, ein anglikanischer Domdekan von Winchester, bezeichnete ihn jedoch als den „richtigen Mann am richtigen Ort zur richtigen Zeit“.
Seine Rückkehr nach England erfolgte im Jahr 1963. Zwischen 1963 und 1968 wirkte er als Canon of Westminster Abbey im Dean and Chapter of Westminster, einem hohen Kollegialorgan der Church of England. Während dieser Zeit trat er im Vereinigten Königreich als gefragter Redner an vielen Orten mit prägnanten Aussagen auf oder publizierte Traktate. Die wichtigsten Arbeiten aus dieser Periode wurden 1964 in dem Sammelwerk Out of Africa in London verlegt. Seine angegriffene Gesundheit in den späteren Lebensjahren veranlasste ihn auf die 1966 erfolgte Nominierung zum Bischof von Hong Kong zu verzichten.
Joost de Blank war unverheiratet. Im hohen Alter lebte er unter Betreuung seiner Schwester in London, wo er auch starb. Seine Beisetzung im zentralen Bereich der Westminster Abbey wurde durch den Neffen Justin de Blank veranlasst. Die Tafel auf der Ruhestätte trägt die Aufschrift: Joost de Blank 1908–1968 Bishop of Stepney, Archbishop of Cape Town, Canon of Westminster. Indomitable fighter for human rights („Joost de Blank 1908–1968 Bischof von Stepney, Erzbischof von Kapstadt, Canon der Westminster Abbey. Unbezwingbarer Kämpfer für Menschenrechte“).
Bestände aus dem Nachlass von Joost de Blank existieren in den Archiven der Witwatersrand-Universität in Johannesburg mit der unveröffentlichten Autobiographie Six Years Hard und im Centre for South African Studies der Universität von York.

## Ehrungen
- Vom 5. Juli 1968 bis zum 31. Mai 1978 existierte eine Wohlfahrtsorganisation, der Joost de Blank Memorial Fund.[4]
- Joost de Blank war Sub-Prälat des Order of St John of Jerusalem.

## Publikationen
- The Parish in Action. A.R. Mowbray & Co. Ltd., 1954
- Uncomfortable Words. London, Longmans, 1960
- A Farewell Interview. Joost de Blank retired as Archbishop of Cape Town at the end of 1963. Interview in The New African, 1964[5]
- Inter-race relationships. London, The Council of Christians and Jews, 1964
- Out of Africa. London, Hodder & Stoughton, 1964